# Бурімська сільська рада
Бурі́мська сільська́ ра́да — адміністративно-територіальна одиниця та орган місцевого самоврядування в Ічнянському районі Чернігівської області. Адміністративний центр — село Бурімка.

## Загальні відомості
- Територія ради: 67,632 км²
- Населення ради: 1 046 осіб (станом на 2001 рік)

Бурімська сільська рада зареєстрована 1937 року. Стала однією з 27-ти сільських рад Ічнянського району і одна з 19-ти, яка складається більше, ніж з одного населеного пункту.
На території сільради діє Бурімська ЗОШ І-ІІ ст. і Бурімський ДНЗ.

## Населені пункти
Сільській раді були підпорядковані населені пункти:
- с. Бурімка (837 осіб)
- с. Безбородьків (83 особи)
- с. Шиловичі (126 осіб)

## Склад ради
Рада складалася з 14 депутатів та голови.
- Голова ради: Ільченко Юрій Васильович
- Секретар ради: Ялижко Марія Павлівна

### Керівний склад попередніх скликань
| Прізвище, ім'я, по батькові | Основні відомості                                                                      | Дата обрання | Дата звільнення |
| --------------------------- | -------------------------------------------------------------------------------------- | ------------ | --------------- |
| Ільченко Юрій Васильович    | Сільський голова, 1964 року народження, освіта вища, член Комуністичної партії України | 26.03.2006   | 31.10.2010      |
| Ільченко Юрій Васильович    | Сільський голова, 1964 року народження, освіта вища, член Комуністичної партії України | 31.10.2010   |                 |

Примітка: таблиця складена за даними сайту Верховної Ради України

### Депутати
За результатами місцевих виборів 2010 року депутатами ради стали:

#### За суб'єктами висування
| Суб'єкт висування           | Кількість обраних депутатів | %    |
| --------------------------- | --------------------------- | ---- |
| Партія регіонів             | 6                           | 42,9 |
| Народна партія              | 4                           | 28,6 |
| Комуністична партія України | 2                           | 14,3 |
| Самовисування               | 2                           | 14,3 |

#### За округами
| № округу                    | Прізвище, ім'я, по батькові     | Дата визнання обраним | Освіта  | Партійна приналежність            | Відомості про обраного депутата          |
| --------------------------- | ------------------------------- | --------------------- | ------- | --------------------------------- | ---------------------------------------- |
| Комуністична партія України |                                 |                       |         |                                   |                                          |
| 5                           | Федоров Василь Федорович        | 01.11.2010            | середня | член Комуністичної партії України | пенсіонер                                |
| 10                          | Зігора Володимир Дмитрович      | 01.11.2010            | середня | член Комуністичної партії України | пенсіонер                                |
| Народна Партія              |                                 |                       |         |                                   |                                          |
| 6                           | Єфіменко Світлана Володимирівна | 01.11.2010            | середня | член Народної партії              | тимчасово не працює                      |
| 7                           | Бабич Сергій Миколайович        | 01.11.2010            | середня | член Народної партії              | Ічнянське лісництво, майстер лісу        |
| 9                           | Кириченко Анатолій Іванович     | 01.11.2010            | середня | член Народної партії              | тимчасово не працює                      |
| 14                          | Самченко Сергій Олексійович     | 01.11.2010            | середня | член Народної партії              | Ічнянське лісництво, лісник              |
| Партія регіонів             |                                 |                       |         |                                   |                                          |
| 1                           | Савченко Тетяна Миколаївна      | 01.11.2010            | середня | член Партії регіонів              | Бурімське відділення зв'язку, листоноша  |
| 2                           | Іванченко Тетяна Григорівна     | 01.11.2010            | середня | член Партії регіонів              | пенсіонер                                |
| 3                           | Єгорова Людмила Петрівна        | 01.11.2010            | вища    | член Партії регіонів              | Бурімська загальнносвітня школа, вчитель |
| 11                          | Миколаєнко Наталія Михайлівна   | 01.11.2010            | середня | член Партії регіонів              | тимчасово не працює                      |
| 12                          | Нестеренко Людмила Миколаївна   | 01.11.2010            | вища    | член Партії регіонів              | Бурімська сільська рада, бухгалтер       |
| 13                          | Неня Анатолій Михайлович        | 01.11.2010            | середня | член Партії регіонів              | пенсіонер                                |
| Самовисування               |                                 |                       |         |                                   |                                          |
| 4                           | Ялижко Марія Павлівна           | 01.11.2010            | вища    | позапартійна                      | Бурімська сільська рада, секретар        |
| 8                           | Івахно Олексій Петрович         | 01.11.2010            | середня | позапартійний                     | Бурімська сільська рада, землевпорядник  |